# Magelona magnahamata
Magelona magnahamata är en ringmaskart som beskrevs av María Teresa Aguado och San Martin 2004. Magelona magnahamata ingår i släktet Magelona och familjen Magelonidae. Inga underarter finns listade i Catalogue of Life.